# Jaroslav Hlinka
Jaroslav Hlinka, född 10 november 1976 i Prag, är en tjeckisk ishockeyspelare. Han spelar nu i HC Sparta Prag i Extraliga. Han inledde sin professionella karriär i Sparta Prag och räknas numer som en av Europas bästa centrar. 2007 vann han poängligan i Extraliga i Tjeckien, något som gav honom ett NHL-kontrakt med Colorado Avalanche. Den 20 maj 2008 skrev han på ett tvåårs-kontrakt med Linköpings HC. Han är gift med Klara och har två barn.

## Klubbar
- HC Sparta Prag, 1994-2002, 2006-2007, 2012-
- Kloten Flyers, 2002-2004, 2006
- Ak Bars Kazan, 2004-2005
- Colorado Avalanche, 2007-2008
- Linköpings HC, 2008-2012

## Meriter
- Extraligasegrare: 2000, 2002, 2006, 2007
- Poängkung, Extraliga: 2007
- Flest assists i Elitserien 2009
- VM-guld med Tjeckien: 2001
- VM-silver med Tjeckien: 2006